# Clypeasterinae
De Clypeasterinae zijn de typische onderfamilie van de Clypeasteridae, een familie van zee-egels (Echinoidea) uit de orde Clypeasteroida.

## Geslachten
- Clypeaster Lamarck, 1801